# Merle de Bolivie
Turdus haplochrous
Espèce
Statut de conservation UICN

 NT  : Quasi menacé
Le Merle de Bolivie (Turdus haplochrous) est une espèce de passereaux appartenant à la famille des Turdidae.

## Habitats et répartition
Il est endémique en Bolivie
Son cadre naturel de vie est les forêts humides de plaines tropicales ou subtropicales.

## Sous-espèces
C'est une espèce monotypique